# BMW M3 (E46)
BMW M3 (E46) — третье поколение BMW M3. Было представлено в 2000 году на Парижском автосалоне. Одновременно с запуском новой модели с производства была снята предыдущая E36.
Новому поколению автомобиля удалось избавиться от 110 кг веса, что наряду с перенастроенным шасси дало заметную прибавку в управляемости автомобиля. В 2003 году автомобиль был добавлен в DTM.
За всю историю производства автомобиль оснащался двигателем BMW S54B32. В феврале 2001 года был представлен кабриолет M3 Convertible.
Производство завершилось в 2006 году.

## Технические характеристики
|                                     | M3 Coupé                     | M3 Cabrio                    |
| ----------------------------------- | ---------------------------- | ---------------------------- |
| Годы производства                   | 10.2000—12.2006              | 04.2001—11.2006              |
| Тип двигателя                       | Бензиновый                   | Бензиновый                   |
| Цилиндров                           | 6                            | 6                            |
| Двигатель                           | S54B32                       | S54B32                       |
| Клапанов                            | 24                           | 24                           |
| Объём                               | 3246 см³                     | 3246 см³                     |
| Диаметр × Ход поршня                | 87,0 × 91,0 мм               | 87,0 × 91,0 мм               |
| Степень сжатия                      | 11,5 : 1                     | 11,5 : 1                     |
| Мощность при об/мин                 | 252 кВт (343 л. с.) при 7900 | 252 кВт (343 л. с.) при 7900 |
| Крутящий момент при об/мин          | 365 Н*м при 4900             | 365 Н*м при 4900             |
| Привод                              | Задний                       | Задний                       |
| Трансмиссия                         | 6-скор. МКПП                 | 6-скор. МКПП                 |
| Трансмиссия (опционально)           | 6-скор. АМТ                  | 6-скор. АМТ                  |
| Максимальная скорость               | 250 км/ч 280 км/ч            | 250 км/ч 280 км/ч            |
| Разгон до 100 км/ч                  | 5,2 сек.                     | 5,5 сек.                     |
| Разгон до 80—120 км/ч на 4 передаче | 5,3 сек.                     | 5,9 сек.                     |
| 1000 м                              | 24,2 сек.                    | 24,8 сек.                    |
| Расход топлива на 100 км            | 13,4 л                       | 13,6 л                       |
| Снаряжённая масса                   | 1535 кг (1570 кг)            | 1655 кг (1730 кг)            |

## Галерея

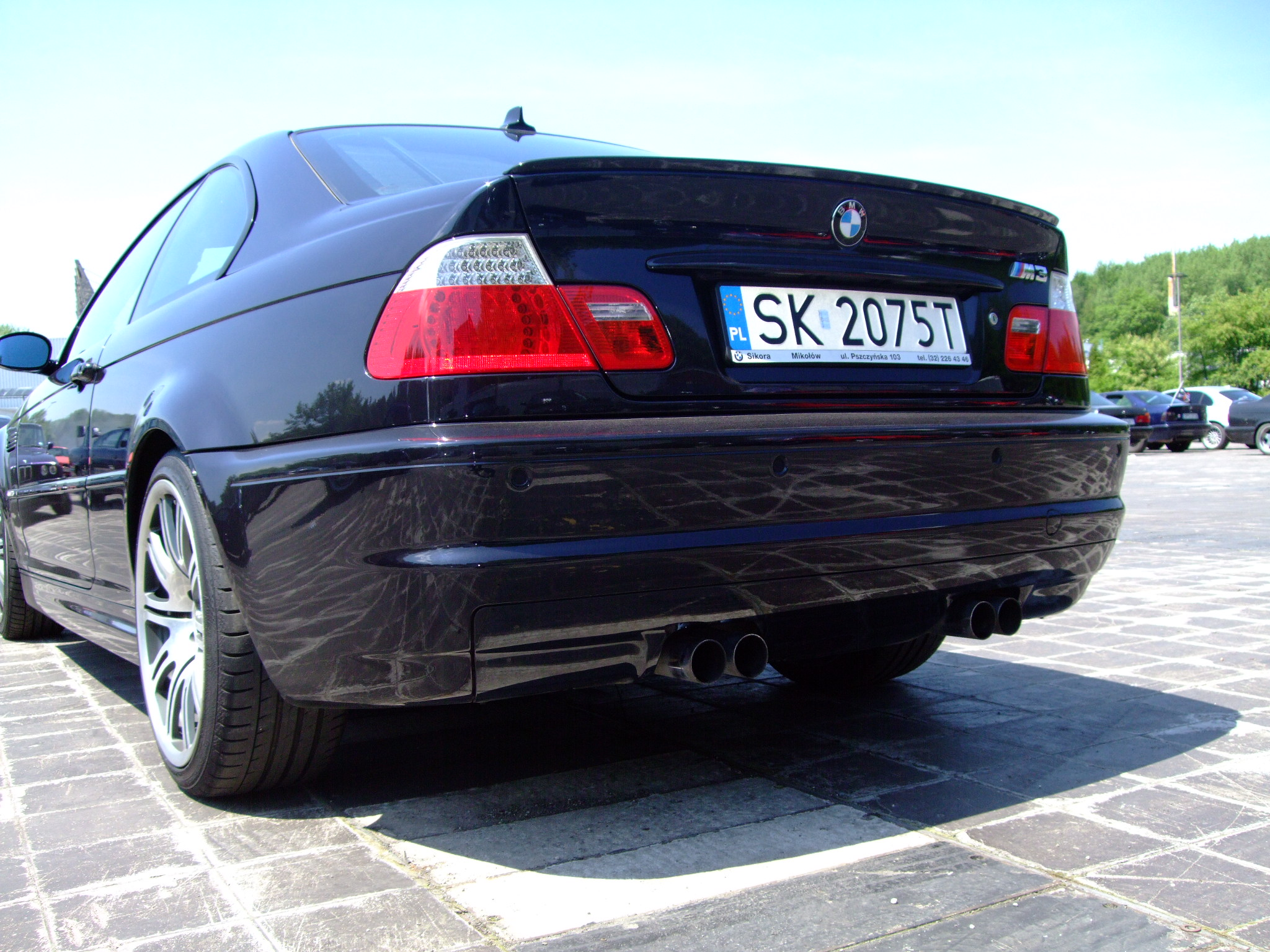
Вид сзади
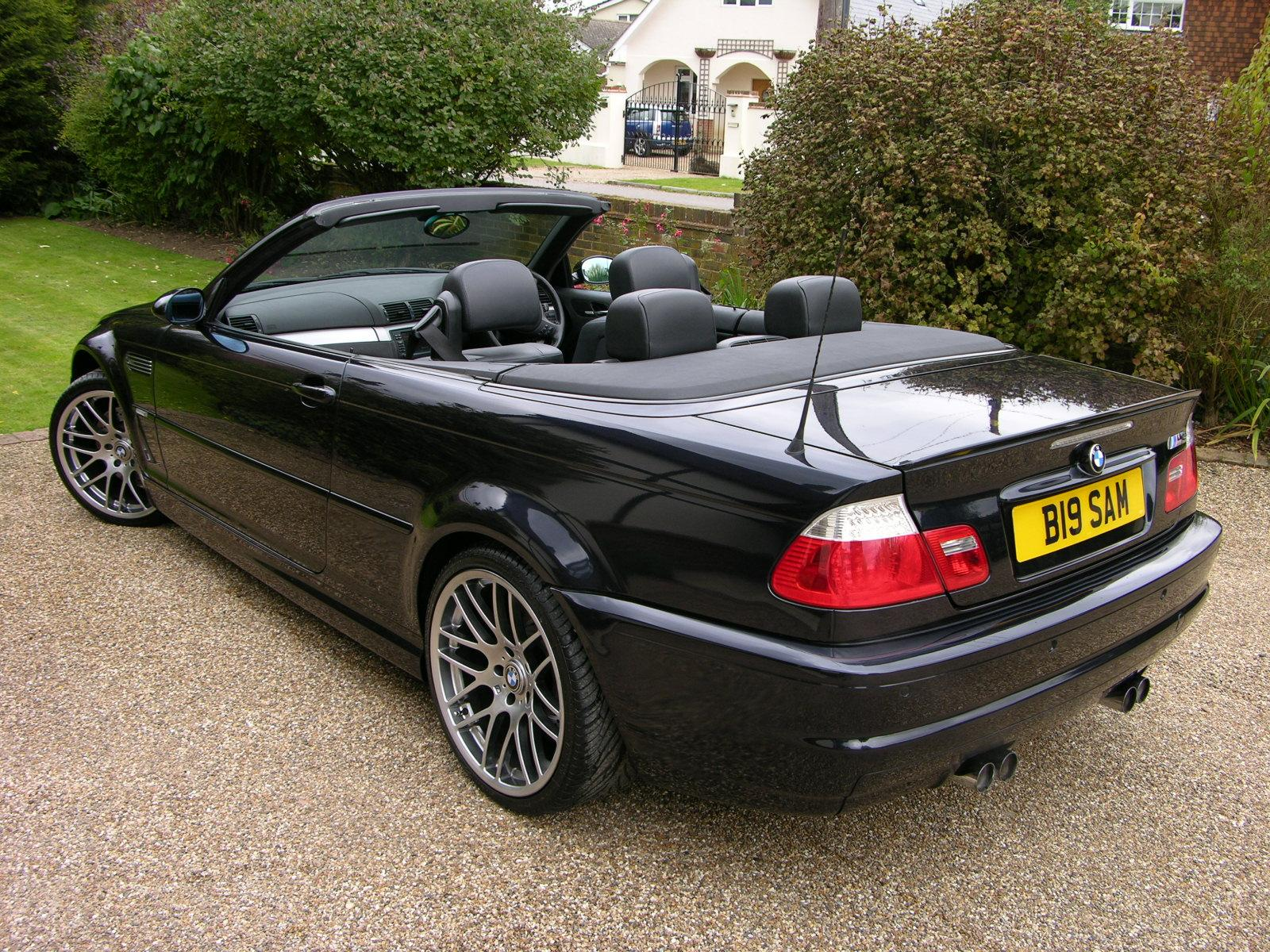
Кабриолет с открытым кузовом
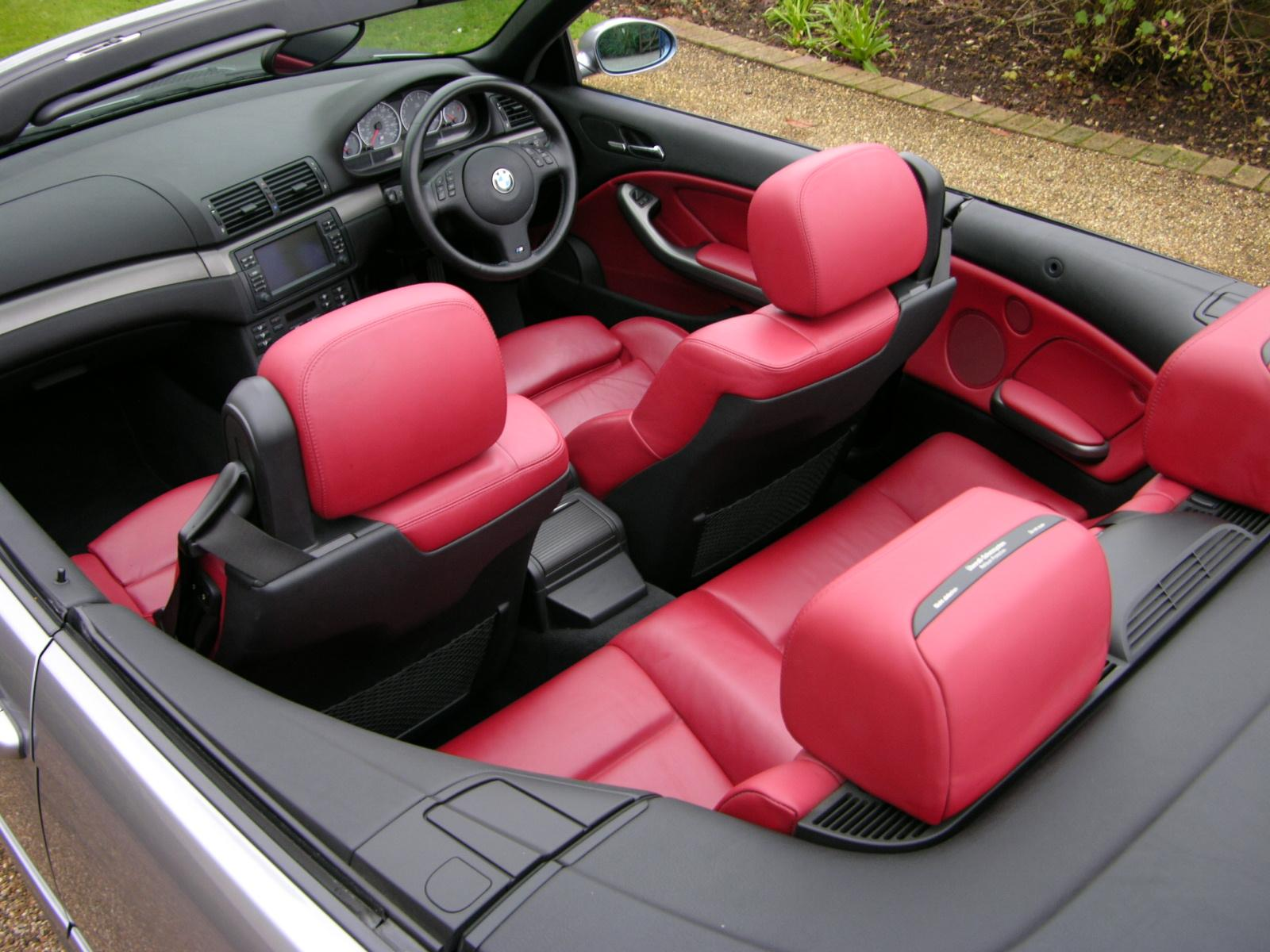
Салон
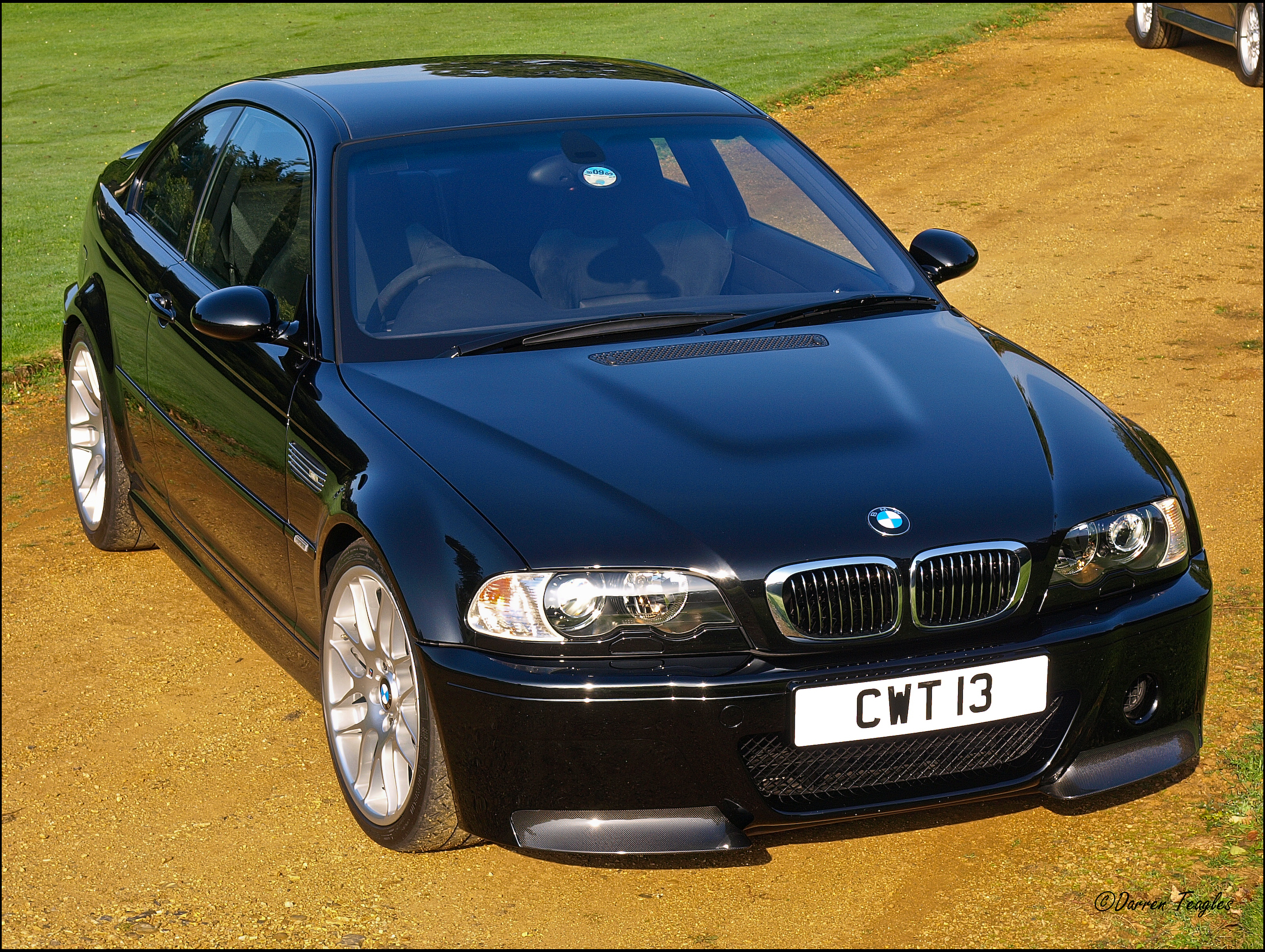
BMW M3 CSL
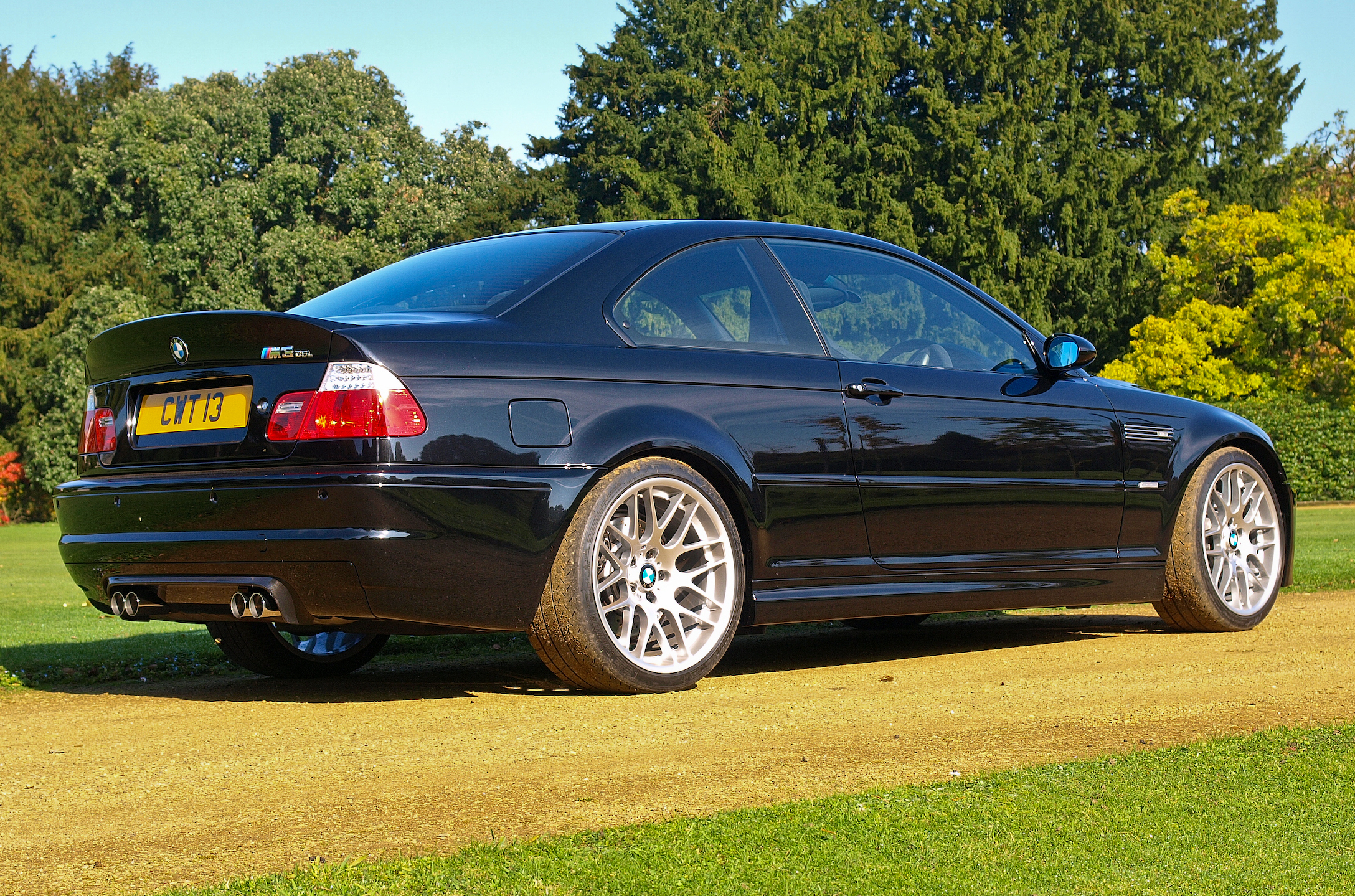
BMW M3 CSL
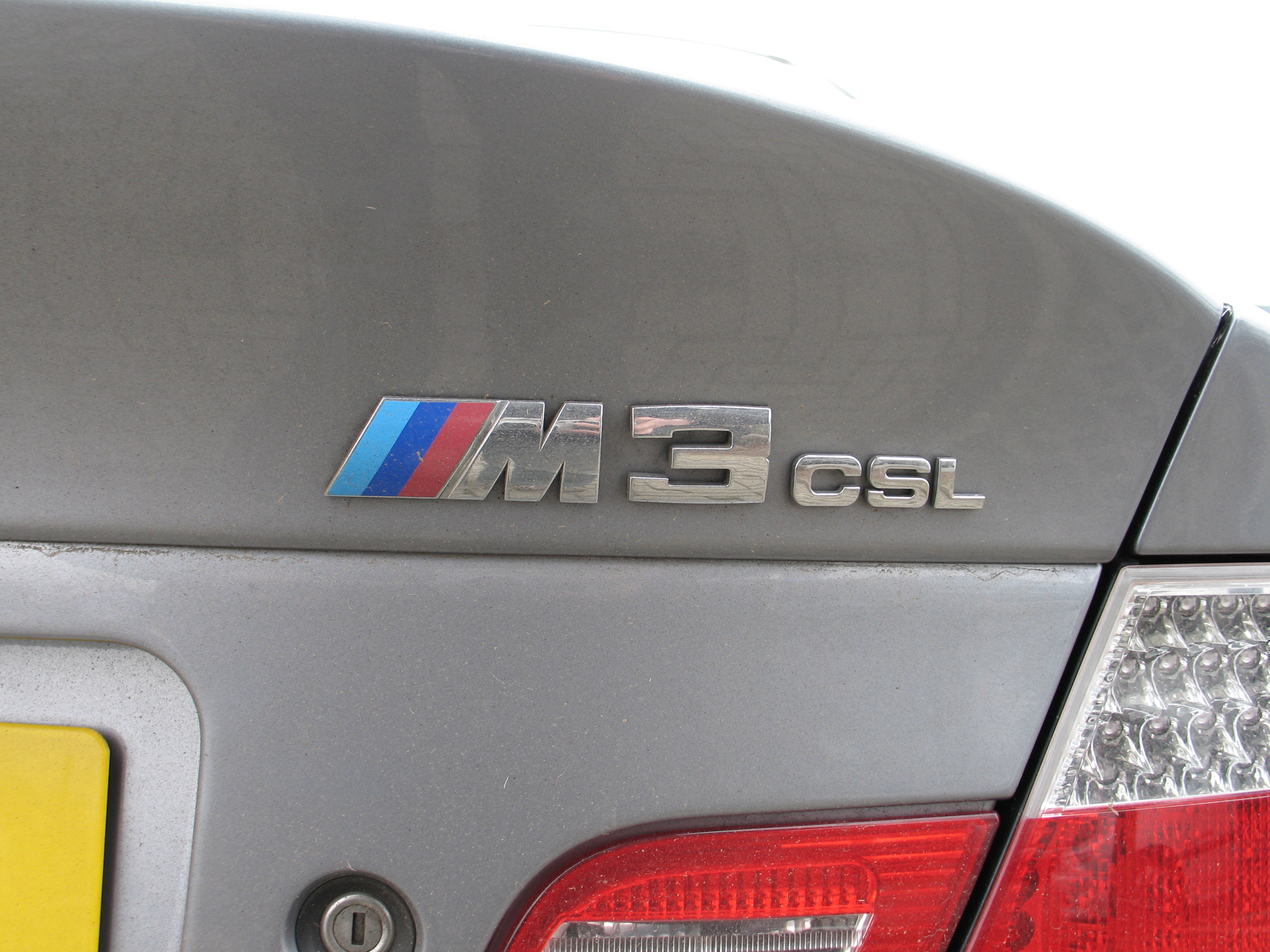
Шильдик CSL
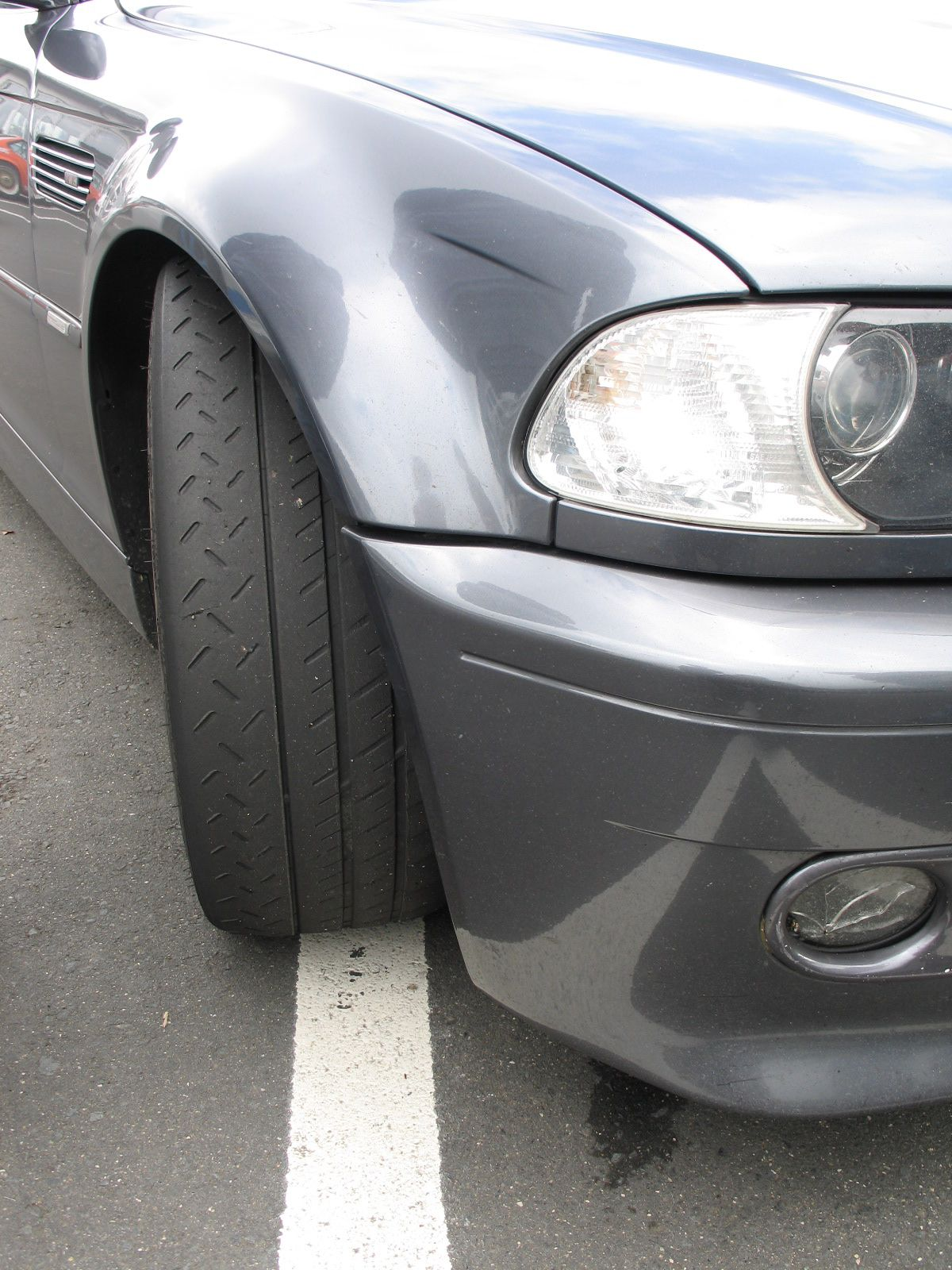
Шины Michelin
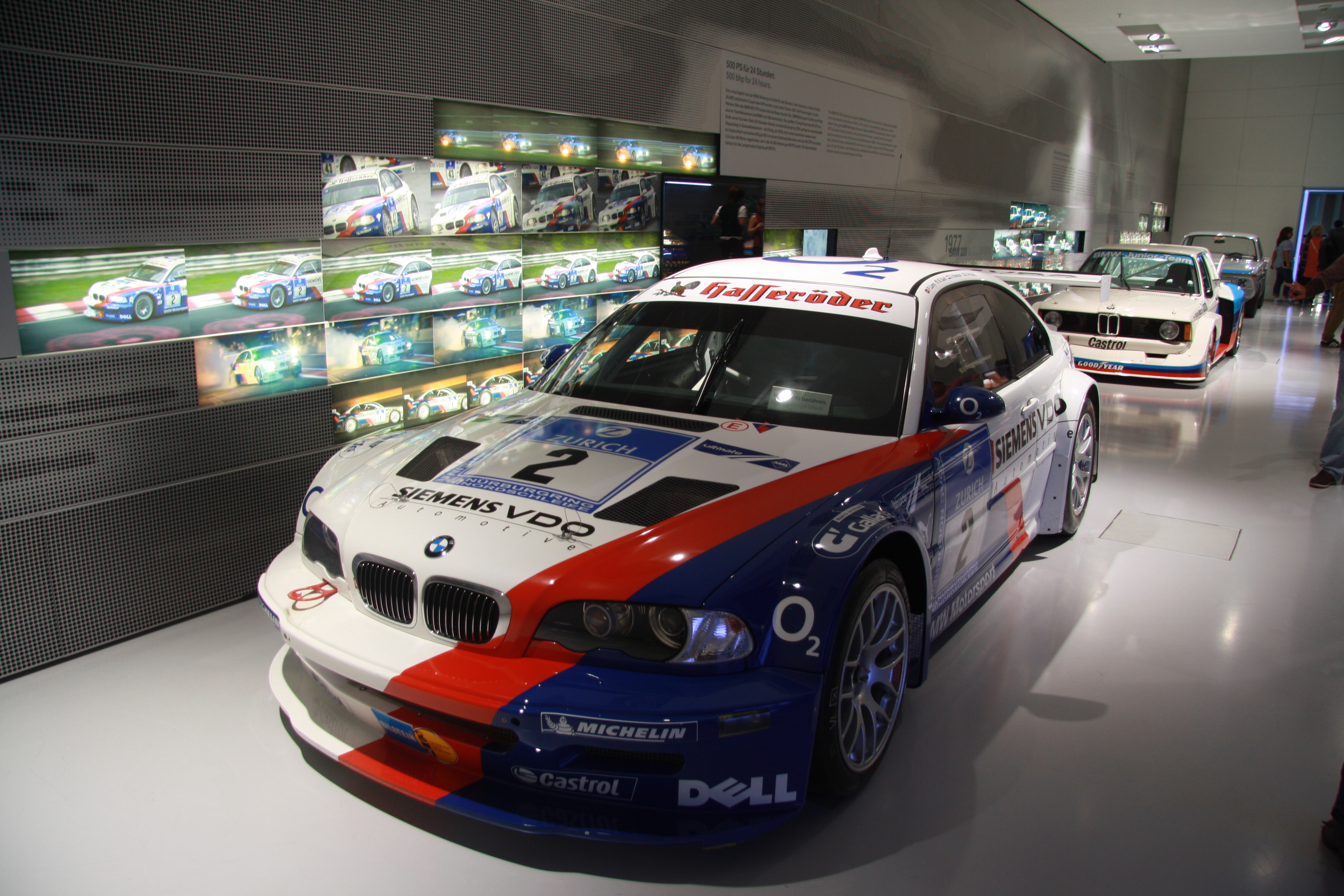
BMW M3 GTR
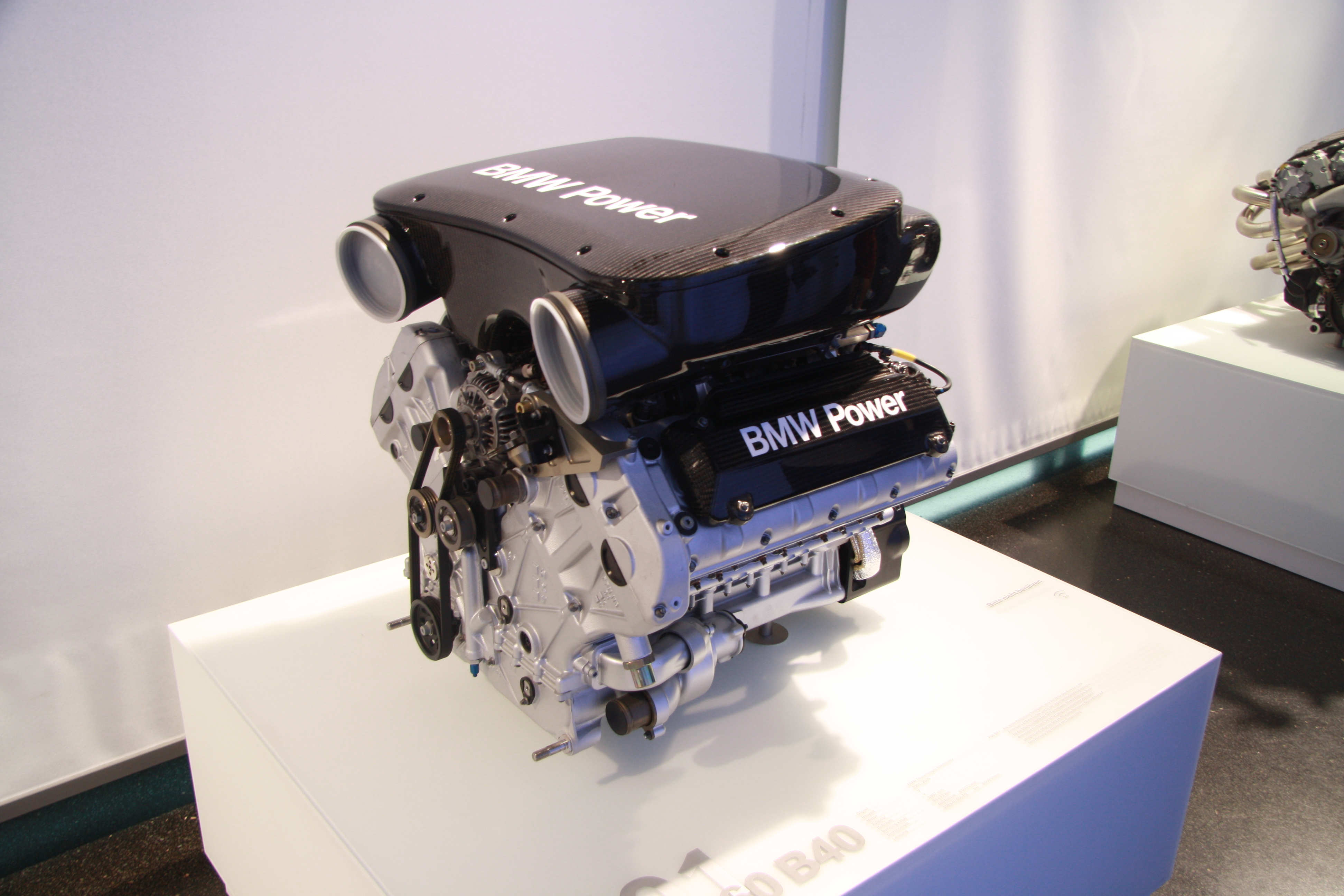
BMW P60B40